# 테드 아세튼
테드 애서턴(Ted Atherton, 1962년 ~ )은 캐나다의 각본가, 배우, 영화 제작자, 영화 감독이다.
위니펙에서 태어났다.

## 출연 작품

### 영화
- 라비드 (2019년) - 닥터 윌리엄 역
- 더 킬러: 소녀살인 (2016년) - 사제 역
- 리버 (2015년)
- 라스트 라운드업 (2013년)
- 존 A.: 버스 오브 어 컨츄리  (2011년)
- 더 내셔널 트리 (2009년)
- XIII: 컨스피러시 (2008, XIII: The Conspiracy)
- 안드로메다의 위기 (2008년)
- 맥스 페인 (2008년)
- 스톤 엔젤 (2007년)
- 더 컴퍼니 (2007년)
- 캔들스 온 베이 스트리트 (2006년)
- 할리우드랜드 (2006년)
- 스트리트 타임 (2002년)
- 산타 후 (2000년)
- 스위칭 골스 (1999년)
- 잔 다르크 (1999년)
- 포화 속의 용기 - 두 가족 (1997년)

### 텔레비전
- XIII: 코드네임13 (2011, XIII: The Series)